# Nogometni kup FBiH 2024./25.
Nogometni kup FBiH 2024./25. je kao i prethodnih sezona izlučno natjecanje za popunu Nogometnog kupa Bosne i Hercegovine.

## Sudionici
U sezoni 2024./25. u Kupu FBiH sudjeluju 31 klub:
- 16 najuspješnijih klubova iz kupova županijskih nogometnih saveza (klubovi općinske, županijske lige i Druge lige FBiH),
  - FK Dizdaruša, Dizdaruša – Brčko
  - NK Mladost, Domaljevac
  - NK Vareš, Vareš
  - NK Žepče 1919, Žepče
  - HNK Kruševo, Kruševo
  - HNK Stolac, Stolac
  - FK Mladost, Solina
  - FK Svatovac, Poljice
  - FK Famos, Hrasnica
  - FK Mladost, Župča
  - NK Romari, Vitez
  - FK Kaćuni, Kaćuni
  - GNK Bratstvo, Bosanska Krupa
  - NK Kolina, Ustikolina
  - HNK Grude, Grude
  - NK Troglav 1918, Livno
- 15 klubova iz Prve lige FBiH
  - NK Bratstvo, Gračanica
  - FK Budućnost, Banovići
  - NK Čelik, Zenica
  - FK Goražde, Goražde
  - FK Gornji Rahić, Gornji Rahić
  - OFK Gradina, Srebrenik
  - NK Jedinstvo, Bihać
  - FK Radnički, Lukavac
  - FK Radnik, Hadžići
  - NK Stupčanica, Olovo
  - HNK Tomislav, Tomislavgrad
  - NK TOŠK, Tešanj
  - NK Travnik, Travnik
  - FK Tuzla City, Tuzla
  - NK Zvijezda, Gradačac

## Sustav natjecanja
U završnici Kupa FBiH igraju se dva kola. U prvom kolu, po pravilu, sudjeluje 16 klubova iz županijskih kupova tako da po dva predstavnika ima šest županijskih saveza koji imaju najviše registriranih klubova, dok ostala četiri županijska saveza imaju po jednog predstavnika. Ždrijeb prvog kola je poludirigiran vodeći računa o regionalnoj udaljenosti klubova i smanjenju troškova putovanja. U drugom kolu sudjeluje 8 pobjednika iz prvog kola i 16 klubova iz Prve lige FBiH.
U prvom i drugom kolu igra se jedna utakmica, a domaćin se odlučuje ždrijebom s tim da klub nižeg ranga ima prednost domaćeg terena. Dvanaest pobjednika iz drugog kola ostvaruje plasman u Nogometni kup BiH za sezonu 2024./25.

## Kalendar natjecanja[1]
| Kolo    | Datumi                                         |
| ------- | ---------------------------------------------- |
| 1. kolo | 4. rujna 2024. (ždrijeb) 11. rujna 2024.       |
| 2. kolo | 4. rujna 2024. (ždrijeb) 25. i 26. rujna 2024. |

## 1. kolo
Utakmice su igrane 11. rujna 2024.
| Domaćin                      | Gost                              | Rezultat    |
| ---------------------------- | --------------------------------- | ----------- |
| FK Mladost Župča (IV)        | HNK Kruševo (III)                 | 0:4         |
| HNK Grude (III)              | FK Famos Hrasnica (III)           | 1:2         |
| NK Kolina Ustikolina (III)   | HNK Stolac (III)                  | 3:2         |
| FK Mladost Solina (IV)       | NK Romari Vitez (III)             | 1:1 (4:1 p) |
| FK Kaćuni (III)              | FK Svatovac Poljice (III)         | 0:8         |
| NK Vareš (IV)                | FK Dizdaruša Brčko (III)          | 4:2         |
| HNK Mladost Domaljevac (III) | NK Žepče 1919 (III)               | 0:2         |
| NK Troglav 1918 Livno (III)  | GNK Bratstvo Bosanska Krupa (III) | 0:0 (4:1 p) |

## 2. kolo
Utakmice su igrane 25. i 26. rujna 2024.
| Domaćin                     | Gost                           | Rezultat    |
| --------------------------- | ------------------------------ | ----------- |
| HNK Kruševo (III)           | NK TOŠK Tešanj (II)            | 3:1         |
| FK Famos Hrasnica (III)     | FK Tuzla City (II)             | 0:0 (3:1 p) |
| NK Kolina Ustikolina (III)  | NK Stupčanica Olovo (II)       | 0:3         |
| FK Mladost Solina (IV)      | FK Budućnost Banovići (II)     | 2:1         |
| FK Svatovac Poljice (III)   | FK Radnički Lukavac (II)       | 3:1         |
| NK Žepče 1919 (III)         | HNK Tomislav Tomislavgrad (II) | 2:1         |
| FK Gornji Rahić (II)        | FK Radnik Hadžići (II)         | 4:0         |
| NK Bratstvo Gračanica (II)  | FK Goražde (II)                | 5:0         |
| NK Jedinstvo Bihać (II)     | NK Zvijezda Gradačac (II)      | 1:3         |
| NK Čelik Zenica (II)        | NK Travnik (II)                | 2:0         |
| NK Troglav 1918 Livno (III) | OFK Gradina Srebrenik (II)     | 3:1         |
| NK Vareš (IV)               | slobodni                       |             |